# Wełyka Słoboda
Wełyka Słoboda (ukr. Велика Слобода) – przystanek kolejowy w miejscowości Wełyka Słobidka, w rejonie kamienieckim, w obwodzie chmielnickim, na Ukrainie. Położony jest na linii Chmielnicki – Kamieniec Podolski – Kelmieńce.